# Taras (fils de Poséidon)
Pour les articles homonymes, voir Taras.

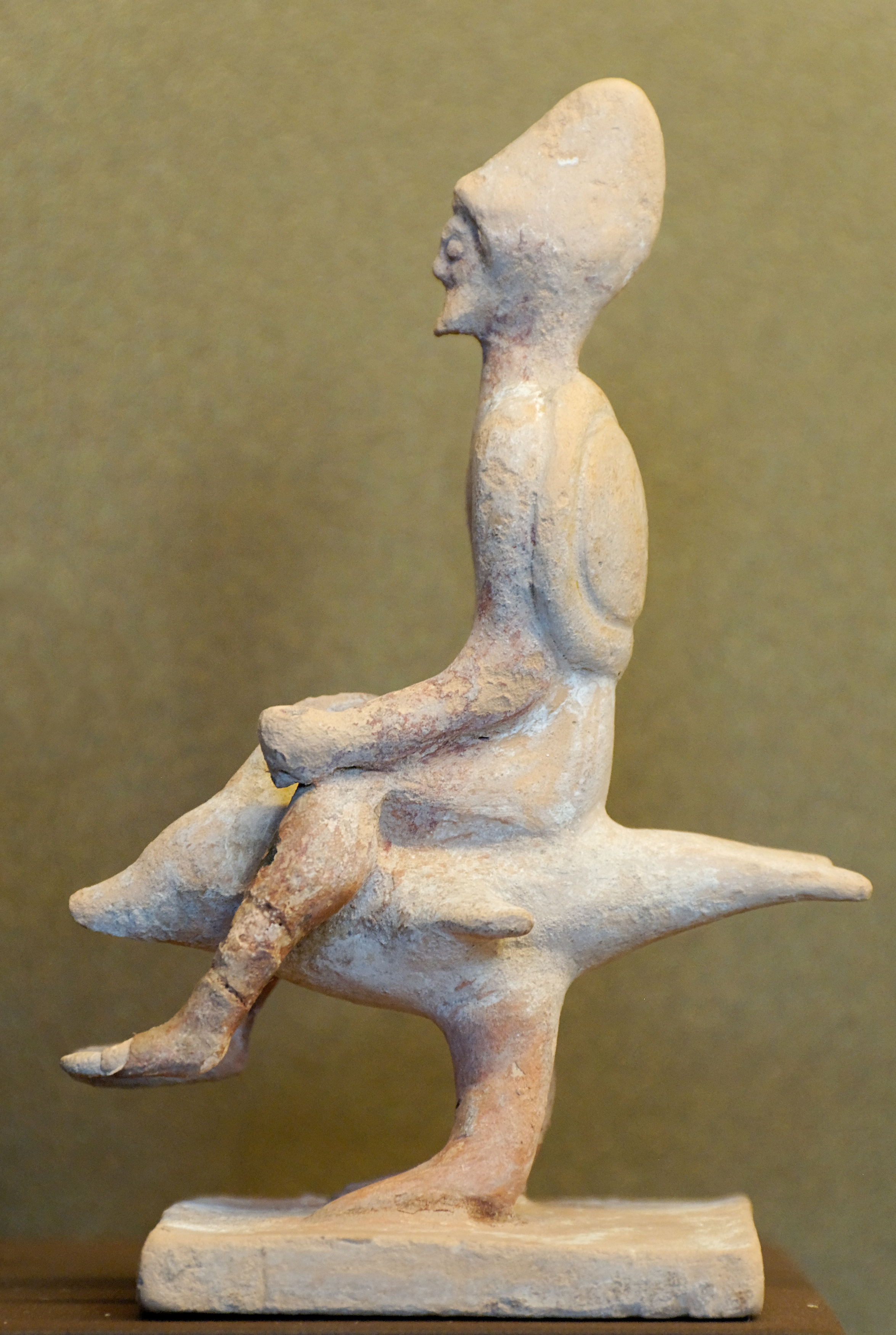
Guerrier identifié comme Taras chevauchant un dauphin. Figurine en terre cuite de Tanagra, fin du Ve-début du IVe siècle av. J.-C., musée du Louvre.

Dans la mythologie grecque, Taras (en grec ancien Τάρας / Minýas) est le fondateur éponyme de la colonie grecque de Tarentum ou Tarente, en Grande-Grèce.

## Famille
Taras était le fils de Poséidon, le dieu des mers, et de Satyrion, soit une nymphe tarentine, soit une fille de Minos.
Il épousa Satureia, fille du roi Minos.

## Mythologie
La figure de Taras est fortement liée à la ville de Tarente puisque, selon la légende, il serait le fondateur spirituel de l'ancienne colonie de la Grande Grèce. Environ 2000 ans avant notre ère, Taras arriva dans cette région avec une flotte, débarquant sur une voie navigable qui portera plus tard son nom : la rivière Tara (it)). Alors que Taras faisait des sacrifices pour honorer son père Poséidon sur les rives italiennes de la mer Ionienne, un dauphin lui apparut soudain, signe qu'il interpréta comme un bon présage et un encouragement à fonder une ville dédiée à sa mère Satyria ou à son épouse Satureia, cité qu'il appela donc Saturo, un lieu qui existe toujours. Taras aurait soudainement disparu dans les eaux de la rivière lors d'un sacrifice d'animal, sans jamais revenir, son corps n'ayant jamais été retrouvé. Les habitants interprétèrent la tragédie comme un signe divin, persuadés que Poséidon avait accueillit son fils dans sa cour comme un grand héros.
À partir de ce moment, un temple fut érigé en son honneur et il fut vénéré comme une divinité.
Selon les sources transmises par l'historien Eusèbe de Césarée, en 706 av. les colons parthéniens venus de Sparte et dirigés par Phalantos débarquèrent dans ce même lieu et, après avoir pris le territoire aux Iapygiens, fondèrent plus tard la ville qu'ils appelèrent Tarente en l'honneur de Taras.
Une légende liée à Phalantos est parfois également attachée à Taras : Alors que le navire sur lequel se trouvait Taras avait fait naufrage, son père, le dieu Poséidon, le sauva en envoyant un dauphin sur lequel il chevaucha pour traverser la mer depuis le promontoire de Taenarum jusqu'au sud de l'Italie. Ramené à terre, Taras fonda la cité de Tarente qui fut nommée en son honneur.

## Culte
Selon Pausanias, Taras était vénéré comme un héros qui donnait son nom à la ville et à la rivière, Taras (aujourd'hui Tara (it)).

## Représentations

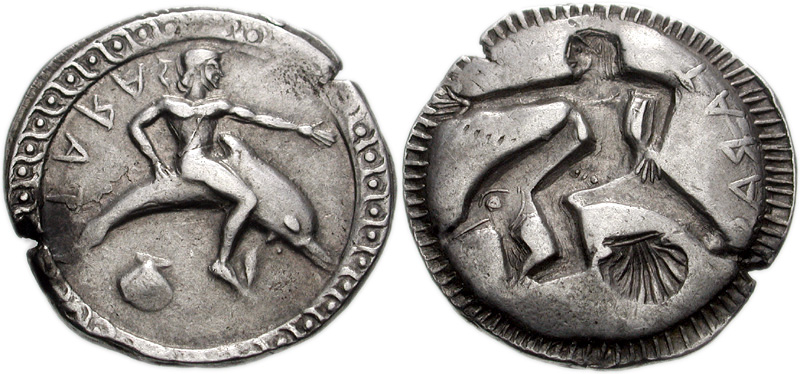
Statère en argent de Tarente représentant Taras.

Sur les monnaies anciennes de Tarente, Taras est représenté chevauchant un dauphin et tient dans sa main gauche un trident, symbole de son père le dieu Poséidon, tandis que dans sa main droite se trouve un vase sacrificiel en mémoire des anciens rituels en l'honneur du même Dieu.
Il réside une confusion quant à la personne représentée sur ces pièces : certains numismates pensent qu'il s'agit de Taras, d'autres affirment qu'il s'agit de Phalanthos. L'indécision concernant l'identité du personnage vient du fait qu'ils auraient tous deux été sauvés par un dauphin, à la suite de leur naufrage. De ce fait, l'évocation de ces deux personnages -Taras, et Phalanthos- ne peut se faire séparément : leur mémoire se trouve rassemblée dans ces pièces.

## Tarente

Emblème moderne de la ville de Tarente.

A noter qu'un port proche de Tarente s'appelle encore Torre Saturo (dérivé de Satyrion). C'est à Torre Saturo, à près de 15 km au sud de Tarente, que les colons spartiates ont installé leur première colonie dans la zone de Tarente. Plus tard, vers 706 av. J.-C., ils conquirent la ville iapygienne de Tarente.
Sur la monnaie de l'ancienne ville de Taras, le fils de Poséidon est représenté sur un dauphin, parfois avec le trident de son père dans une main. La même image apparait toujours sur l'emblème de la ville moderne.